# Đinh Ngọc Hoa
Đinh Ngọc Hoa là nữ tướng lĩnh Công an nhân dân Việt Nam, hàm Thiếu tướng. Bà hiện giữ chức vụ Bí thư Đảng ủy, Hiệu trưởng Trường Cao đẳng An ninh nhân dân I, Bộ Công an.
Bà từng là Phó Giám đốc Học viện Chính trị Công an nhân dân (Việt Nam).

## Lịch sử thụ phong Cấp hàm
| Năm thụ phong | -      | 2022        |
| ------------- | ------ | ----------- |
| Cấp hàm       |        |             |
| Danh xưng     | Đại tá | Thiếu tướng |